# Anglo-Scottish Cup 1976/77
De Anglo-Scottish Cup 1976/77 was de tweede editie van deze Britse voetbalcompetitie (exclusief de vijf edities van voorloper Texaco Cup). Net als een seizoen eerder was de finale een Engels onderonsje. Nottingham Forest won het toernooi door Orient in de finale te verslaan. Titelverdediger Middlesbrough werd uitgeschakeld toen ze hun laatste wedstrijd in de groepsfase van Newcastle United verloren.

## Deelnemers
Aan de tweede editie van de Anglo-Scottish Cup deden 24 clubs mee die zich niet hadden gekwalificeerd voor Europees voetbal. Net als vorig seizoen waren er zestien ploegen uit Engeland en acht uit Schotland. De Engelse deelnemers speelden een groepsfase waarvan de winnaars zich plaatsten voor de kwartfinales. De Schotse clubs speelden een onderlinge voorronde, waarvan de vier winnaars ook doorgingen naar de kwartfinales.
Veertien ploegen hadden ook aan de vorige editie van het toernooi meegedaan. Vijf deelnemers (Burnley FC, Dundee United FC, Kilmarnock FC, Nottingham Forest FC en Orient FC) namen voor het eerst deel, maar hadden wel aan de Texaco Cup meegedaan in het verleden. De overige vijf clubs (Bolton Wanderers FC, Clydebank FC, Notts County FC, Partick Thistle FC en Raith Rovers FC) hadden ook aan dat toernooi nog nooit meegedaan.
Van de tien ploegen die niet terugkeerden na vorige editie hadden er twee zich geplaatst voor Europees voetbal dit seizoen. Zes ploegen waren te laag geëindigd in de nationale competitie om mee te mogen doen en de overige twee ploegen hadden geen interesse in deelname. Heart of Midlothian FC had aan alle vorige edities van de Anglo-Scottish Cup en de Texaco Cup meegedaan, maar was dit seizoen voor het eerst afwezig omdat ze zich hadden geplaatst voor de Europacup II.
| Land                         | Deelnemer               | Kwalificatie                   |
| ---------------------------- | ----------------------- | ------------------------------ |
| Engeland (FA) 16 deelnemers  | Norwich City FC         | Nummer 10                      |
| Engeland (FA) 16 deelnemers  | Middlesbrough FC        | Nummer 13 (titelhouder)        |
| Engeland (FA) 16 deelnemers  | Newcastle United FC     | Nummer 15                      |
| Engeland (FA) 16 deelnemers  | Burnley FC              | Nummer 21 (2D)                 |
| Engeland (FA) 16 deelnemers  | Sheffield United FC     | Nummer 22 (2D)                 |
| Engeland (FA) 16 deelnemers  | Bristol City FC         | Nummer 2 Second Division       |
| Engeland (FA) 16 deelnemers  | West Bromwich Albion FC | Nummer 3 Second Division       |
| Engeland (FA) 16 deelnemers  | Bolton Wanderers FC     | Nummer 4 Second Division (2D)  |
| Engeland (FA) 16 deelnemers  | Notts County FC         | Nummer 5 Second Division (2D)  |
| Engeland (FA) 16 deelnemers  | Nottingham Forest FC    | Nummer 8 Second Division (2D)  |
| Engeland (FA) 16 deelnemers  | Blackpool FC            | Nummer 10 Second Division (2D) |
| Engeland (FA) 16 deelnemers  | Chelsea FC              | Nummer 11 Second Division (2D) |
| Engeland (FA) 16 deelnemers  | Fulham FC               | Nummer 12 Second Division (2D) |
| Engeland (FA) 16 deelnemers  | Orient FC               | Nummer 13 Second Division (2D) |
| Engeland (FA) 16 deelnemers  | Hull City AFC           | Nummer 14 Second Division (2D) |
| Engeland (FA) 16 deelnemers  | Blackburn Rovers FC     | Nummer 15 Second Division (2D) |
| Schotland (SFA) 8 deelnemers | Motherwell FC           | Nummer 4                       |
| Schotland (SFA) 8 deelnemers | Ayr United FC           | Nummer 6                       |
| Schotland (SFA) 8 deelnemers | Aberdeen FC             | Nummer 7                       |
| Schotland (SFA) 8 deelnemers | Dundee United FC        | Nummer 8                       |
| Schotland (SFA) 8 deelnemers | Partick Thistle FC      | Kampioen First Division        |
| Schotland (SFA) 8 deelnemers | Kilmarnock FC           | Nummer 2 First Division        |
| Schotland (SFA) 8 deelnemers | Clydebank FC            | Kampioen Second Division (2D)  |
| Schotland (SFA) 8 deelnemers | Raith Rovers FC         | Nummer 2 Second Division (2D)  |

## Toernooi-opzet
De zestien Engelse clubs begonnen het toernooi met een groepsfase. De ploegen werden op regionale basis verdeeld in vier groepen van vier clubs en speelden daarin een halve competitie. Een ploeg kreeg 2 punten voor een zege, 1 punt voor een gelijkspel en 0 punten voor een nederlaag. Verder werd er 1 bonuspunt uitgereikt aan een ploeg als zij minimaal drie keer scoorden in een wedstrijd. De groepswinnaar ging door naar de knock-outfase; bij gelijke stand werd gekeken naar het doelsaldo.
De acht Schotse clubs speelden eerst een duel met een tegenstander uit eigen land, bestaande uit een thuis- en een uitduel. De winnaars van die ontmoetingen plaatsten zich voor de volgende ronde.
De vier Engelse groepswinnaars en de vier resterende Schotse deelnemers speelden vervolgens een knock-outtoernooi. In de kwartfinales trof elke Engelse ploeg een Schotse tegenstander. Elke ronde (ook de finale) bestond uit een thuis- en een uitduel. Het team dat de meeste doelpunten maakte plaatste zich voor de volgende ronde. Bij een gelijke stand werd er verlengd en, indien nodig, strafschoppen genomen.

### Groepsfase
De groepsfase vond plaats tussen 7 en 14 augustus 1976. De groepswinnaars plaatsten zich voor de kwartfinale.

#### Groep A
De ploegen in Groep A waren afkomstig uit het historische graafschap Lancashire. Ze waren alle vier actief in de Second Division. Dit was de eerste keer dat een groep in de Anglo-Scottish Cup of de Texaco Cup geen enkele ploeg had die op het hoogste niveau speelde. Ook eindigden voor het eerst alle ploegen gelijk: iedere club behaalde drie punten, de groepswinst werd daarom beslist op basis van het doelsaldo.
| Datum       | Team             | Score | Team             |
| ----------- | ---------------- | ----- | ---------------- |
| 7 augustus  | Blackburn Rovers | 1 - 1 | Burnley          |
| 7 augustus  | Bolton Wanderers | 0 - 0 | Blackpool        |
| 9 augustus  | Blackburn Rovers | 1 - 0 | Blackpool        |
| 10 augustus | Bolton Wanderers | 2 - 0 | Blackburn Rovers |
| 11 augustus | Blackpool        | 2 - 1 | Burnley          |
| 14 augustus | Burnley          | 1 - 0 | Bolton Wanderers |

| Nr. | Club                | Wedstrijden | Wedstrijden | Wedstrijden | Wedstrijden | Doelpunten | Doelpunten | Doelpunten | BP | Punten |
| --- | ------------------- | ----------- | ----------- | ----------- | ----------- | ---------- | ---------- | ---------- | -- | ------ |
| Nr. | Club                | G           | W           | G           | V           | V          | T          | Saldo      | BP | Punten |
| 1   | Bolton Wanderers FC | 3           | 1           | 1           | 1           | 2          | 1          | +1         |    | 3      |
| 2   | Blackpool FC        | 3           | 1           | 1           | 1           | 2          | 2          | 0          |    | 3      |
| 2   | Burnley FC          | 3           | 1           | 1           | 1           | 3          | 3          | 0          |    | 3      |
| 4   | Blackburn Rovers FC | 3           | 1           | 1           | 1           | 2          | 3          | −1         |    | 3      |

#### Groep B
De ploegen in Groep B waren afkomstig uit de West Midlands en het zuidwesten. Bristol City en West Bromwich Albion waren vorig seizoen allebei naar de First Division gepromoveerd. Rivalen Nottingham Forest en Notts County speelden dit jaar in de Second Division.
| Datum       | Team                 | Score | Team                 |
| ----------- | -------------------- | ----- | -------------------- |
| 7 augustus  | Bristol City         | 1 - 0 | West Bromwich Albion |
| 7 augustus  | Notts County         | 0 - 0 | Nottingham Forest    |
| 10 augustus | Bristol City         | 2 - 0 | Notts County         |
| 11 augustus | Nottingham Forest    | 3 - 2 | West Bromwich Albion |
| 14 augustus | Nottingham Forest    | 4 - 2 | Bristol City         |
| 14 augustus | West Bromwich Albion | 3 - 1 | Bristol City         |

| Nr. | Club                    | Wedstrijden | Wedstrijden | Wedstrijden | Wedstrijden | Doelpunten | Doelpunten | Doelpunten | BP | Punten |
| --- | ----------------------- | ----------- | ----------- | ----------- | ----------- | ---------- | ---------- | ---------- | -- | ------ |
| Nr. | Club                    | G           | W           | G           | V           | V          | T          | Saldo      | BP | Punten |
| 1   | Nottingham Forest FC    | 3           | 2           | 1           | 0           | 7          | 4          | +3         | 2  | 7      |
| 2   | Bristol City FC         | 3           | 2           | 0           | 1           | 5          | 4          | +1         |    | 4      |
| 3   | West Bromwich Albion FC | 3           | 1           | 0           | 2           | 5          | 5          | 0          | 1  | 3      |
| 4   | Notts County FC         | 3           | 0           | 1           | 2           | 1          | 5          | −4         |    | 1      |

#### Groep C
De ploegen in Groep C waren afkomstig uit Groot-Londen en Oost-Anglië. Norwich City was de enige niet-Londense ploeg in deze groep en tevens de enige die in de First Division speelde (de overige drie ploegen kwamen uit in de Second Divison). Ze werden ook de eerste deelnemer die alle drie de groepswedstrijden gelijkspeelde.
| Datum       | Team         | Score | Team         |
| ----------- | ------------ | ----- | ------------ |
| 7 augustus  | Chelsea      | 0 - 0 | Fulham       |
| 7 augustus  | Norwich City | 0 - 0 | Orient       |
| 11 augustus | Chelsea      | 1 - 1 | Norwich City |
| 11 augustus | Orient       | 2 - 1 | Fulham       |
| 14 augustus | Fulham       | 1 - 1 | Norwich City |
| 14 augustus | Orient       | 1 - 1 | Chelsea      |

| Nr. | Club            | Wedstrijden | Wedstrijden | Wedstrijden | Wedstrijden | Doelpunten | Doelpunten | Doelpunten | BP | Punten |
| --- | --------------- | ----------- | ----------- | ----------- | ----------- | ---------- | ---------- | ---------- | -- | ------ |
| Nr. | Club            | G           | W           | G           | V           | V          | T          | Saldo      | BP | Punten |
| 1   | Orient FC       | 3           | 2           | 1           | 0           | 4          | 2          | +2         |    | 5      |
| 2   | Norwich City FC | 3           | 0           | 3           | 0           | 2          | 2          | 0          |    | 3      |
| 3   | Chelsea FC      | 3           | 0           | 2           | 1           | 2          | 3          | −1         |    | 2      |
| 3   | Fulham FC       | 3           | 0           | 2           | 1           | 2          | 3          | −1         |    | 2      |

#### Groep D
De ploegen in Groep D waren afkomstig uit Noordoost-Engeland en uit Yorkshire. Sheffield United en Hull City waren actief in de Second Division, Newcastle United Middlesbrough speelden een niveau hoger, in de First Division. Inclusief de Texaco Cup speelden de winnaars van de laatste drie seizoenen tegen elkaar: Newcastle United had in 1973/74 en in 1974/75 de laatste twee edities van de Texaco Cup gewonnen, Middlesbrough was titelverdediger na hun eindzege in 1975/1976. Tijdens de laatste groepsronde op 14 augustus won Newcastle United de beslissende onderlinge wedstrijd met 3–0 en kwalificeerde zich daardoor voor de kwartfinales.
| Datum       | Team             | Score | Team             |
| ----------- | ---------------- | ----- | ---------------- |
| 7 augustus  | Middlesbrough    | 2 - 0 | Hull City        |
| 7 augustus  | Sheffield United | 0 - 1 | Newcastle United |
| 10 augustus | Hull City        | 0 - 0 | Newcastle United |
| 10 augustus | Sheffield United | 0 - 1 | Middlesbrough    |
| 14 augustus | Hull City        | 1 - 0 | Sheffield United |
| 14 augustus | Newcastle United | 3 - 0 | Middlesbrough    |

| Nr. | Club                | Wedstrijden | Wedstrijden | Wedstrijden | Wedstrijden | Doelpunten | Doelpunten | Doelpunten | BP | Punten |
| --- | ------------------- | ----------- | ----------- | ----------- | ----------- | ---------- | ---------- | ---------- | -- | ------ |
| Nr. | Club                | G           | W           | G           | V           | V          | T          | Saldo      | BP | Punten |
| 1   | Newcastle United FC | 3           | 2           | 1           | 0           | 4          | 0          | +4         | 1  | 6      |
| 2   | Middlesbrough FC    | 3           | 2           | 0           | 1           | 3          | 3          | 0          |    | 4      |
| 3   | Hull City AFC       | 3           | 1           | 1           | 1           | 1          | 2          | −1         |    | 3      |
| 4   | Sheffield United FC | 3           | 0           | 0           | 3           | 0          | 3          | −3         |    | 0      |

### Knock-outfase
|  | Voorronde         | Voorronde               | Voorronde | Voorronde |   |            | Kwartfinale | Kwartfinale | Kwartfinale | Kwartfinale |  |                   | Halve finale | Halve finale | Halve finale | Halve finale |  |  | Finale | Finale | Finale | Finale |
|  |                   |                         |           |           |   |            |             |             |             |             |  |                   |              |              |              |              |  |  |        |        |        |        |
|  | Bolton Wanderers  |                         |           | A         |   |            |             |             |             |             |  |                   |              |              |              |              |  |  |        |        |        |        |
|  | Winnaar Groep A   |                         |           |           |   |            |             |             |             |             |  |                   |              |              |              |              |  |  |        |        |        |        |
|  |                   | Bolton Wanderers        | 0         | 0         | 0 |            |             |             |             |             |  |                   |              |              |              |              |  |  |        |        |        |        |
|  |                   |                         |           |           | 0 |            |             |             |             |             |  |                   |              |              |              |              |  |  |        |        |        |        |
|  |                   | Partick Thistle         | 0         | 1         | 1 |            |             |             |             |             |  |                   |              |              |              |              |  |  |        |        |        |        |
|  | Raith Rovers      | Partick Thistle         | 0         | 1         | 1 | 1          | 1           | 2           |             |             |  |                   |              |              |              |              |  |  |        |        |        |        |
|  | Raith Rovers      |                         |           |           |   | 1          | 1           | 2           |             |             |  |                   |              |              |              |              |  |  |        |        |        |        |
|  | Partick Thistle   | 2                       | 3         | 5         |   |            |             |             |             |             |  |                   |              |              |              |              |  |  |        |        |        |        |
|  | Partick Thistle   | 2                       | 3         | 5         |   |            |             |             |             |             |  | Partick Thistle   | 0            | 2            | 2            |              |  |  |        |        |        |        |
|  |                   |                         |           |           |   |            |             |             |             |             |  | Partick Thistle   | 0            | 2            | 2            |              |  |  |        |        |        |        |
|  |                   | Orient                  | 1         | 3         | 4 |            |             |             |             |             |  |                   |              |              |              |              |  |  |        |        |        |        |
|  | Dundee United     | Orient                  | 1         | 3         | 4 | 1          | 1           | 2           |             |             |  |                   |              |              |              |              |  |  |        |        |        |        |
|  | Dundee United     |                         |           |           |   | 1          | 1           | 2           |             |             |  |                   |              |              |              |              |  |  |        |        |        |        |
|  | Aberdeen          | 0                       | 3         | 3         |   |            |             |             |             |             |  |                   |              |              |              |              |  |  |        |        |        |        |
|  | Aberdeen          | 0                       | 3         | 3         |   | Aberdeen   | 0           | 0           | 0           |             |  |                   |              |              |              |              |  |  |        |        |        |        |
|  |                   |                         |           |           |   | Aberdeen   | 0           | 0           | 0           |             |  |                   |              |              |              |              |  |  |        |        |        |        |
|  |                   | Orient                  | 1         | 1         | 2 |            |             |             |             |             |  |                   |              |              |              |              |  |  |        |        |        |        |
|  | Orient            | Orient                  | 1         | 1         | 2 |            |             | C           |             |             |  |                   |              |              |              |              |  |  |        |        |        |        |
|  | Orient            |                         |           |           |   |            |             | C           |             |             |  |                   |              |              |              |              |  |  |        |        |        |        |
|  | Winnaar Groep C   |                         |           |           |   |            |             |             |             |             |  |                   |              |              |              |              |  |  |        |        |        |        |
|  |                   |                         |           |           |   |            |             |             |             |             |  |                   | Orient       | 1            | 0            | 1            |  |  |        |        |        |        |
|  |                   |                         |           |           |   |            |             |             |             |             |  |                   |              |              |              |              |  |  |        |        |        |        |
|  |                   | Nottingham Forest       | 1         | 4         | 5 |            |             |             |             |             |  |                   |              |              |              |              |  |  |        |        |        |        |
|  | Nottingham Forest | Nottingham Forest       | 1         | 4         | 5 |            |             | B           |             |             |  |                   |              |              |              |              |  |  |        |        |        |        |
|  | Nottingham Forest |                         |           |           |   |            |             | B           |             |             |  |                   |              |              |              |              |  |  |        |        |        |        |
|  | Winnaar Groep B   |                         |           |           |   |            |             |             |             |             |  |                   |              |              |              |              |  |  |        |        |        |        |
|  |                   | Nottingh. Forest (n.v.) | 2         | 2         | 4 |            |             |             |             |             |  |                   |              |              |              |              |  |  |        |        |        |        |
|  |                   |                         |           |           | 4 |            |             |             |             |             |  |                   |              |              |              |              |  |  |        |        |        |        |
|  |                   | Kilmarnock              | 1         | 2         | 3 |            |             |             |             |             |  |                   |              |              |              |              |  |  |        |        |        |        |
|  | Motherwell        | Kilmarnock              | 1         | 2         | 3 | 1          | 0           | 1           |             |             |  |                   |              |              |              |              |  |  |        |        |        |        |
|  | Motherwell        |                         |           |           |   | 1          | 0           | 1           |             |             |  |                   |              |              |              |              |  |  |        |        |        |        |
|  | Kilmarnock        | 1                       | 4         | 5         |   |            |             |             |             |             |  |                   |              |              |              |              |  |  |        |        |        |        |
|  | Kilmarnock        | 1                       | 4         | 5         |   |            |             |             |             |             |  | Nottingham Forest | 2            | 2            | 4            |              |  |  |        |        |        |        |
|  |                   |                         |           |           |   |            |             |             |             |             |  | Nottingham Forest | 2            | 2            | 4            |              |  |  |        |        |        |        |
|  |                   | Ayr United              | 1         | 0         | 1 |            |             |             |             |             |  |                   |              |              |              |              |  |  |        |        |        |        |
|  | Ayr United        | Ayr United              | 1         | 0         | 1 | 0          | 1           | 1           |             |             |  |                   |              |              |              |              |  |  |        |        |        |        |
|  | Ayr United        |                         |           |           |   | 0          | 1           | 1           |             |             |  |                   |              |              |              |              |  |  |        |        |        |        |
|  | Clydebank         | 0                       | 0         | 0         |   |            |             |             |             |             |  |                   |              |              |              |              |  |  |        |        |        |        |
|  | Clydebank         | 0                       | 0         | 0         |   | Ayr United | 3           | −           | 3           |             |  |                   |              |              |              |              |  |  |        |        |        |        |
|  |                   |                         |           |           |   | Ayr United | 3           | −           | 3           |             |  |                   |              |              |              |              |  |  |        |        |        |        |
|  |                   | Newcastle United        | 0         | −         | 0 |            |             |             |             |             |  |                   |              |              |              |              |  |  |        |        |        |        |
|  | Newcastle United  | Newcastle United        | 0         | −         | 0 |            |             | D           |             |             |  |                   |              |              |              |              |  |  |        |        |        |        |
|  | Newcastle United  |                         |           |           |   |            |             | D           |             |             |  |                   |              |              |              |              |  |  |        |        |        |        |
|  | Winnaar Groep D   |                         |           |           |   |            |             |             |             |             |  |                   |              |              |              |              |  |  |        |        |        |        |

### Schotse voorronde
De acht Schotse deelnemers troffen elkaar om te bepalen welke vier ploegen zich bij de Engelse groepswinnaars mochten voegen in de kwartfinales. De wedstrijden werden gespeeld op 7 augustus (heen) en op 9 en 11 augustus (terug).
| Team 1           | Tot.  | Team 2             | 1e wedstr. | 2e wedstr. |
| ---------------- | ----- | ------------------ | ---------- | ---------- |
| Ayr United FC    | 1 - 0 | Clydebank FC       | 0 - 0      | 1 - 0      |
| Dundee United FC | 2 - 3 | Aberdeen FC        | 1 - 0      | 1 - 3      |
| Motherwell FC    | 1 - 5 | Kilmarnock FC      | 1 - 1      | 0 - 4      |
| Raith Rovers FC  | 2 - 5 | Partick Thistle FC | 1 - 2      | 1 - 3      |

### Kwartfinales
De kwartfinales werden gespeeld op 14 en 15 september (heen) en op 28 en 29 september (terug). Newcastle United FC werd uitgesloten van de competitie na de eerste wedstrijd, vanwege het spelen met een verzwakte ploeg.
| Team 1               | Tot.  | Team 2              | 1e wedstr. | 2e wedstr.   |
| -------------------- | ----- | ------------------- | ---------- | ------------ |
| Nottingham Forest FC | 4 - 3 | Kilmarnock FC       | 2 - 1      | 2 - 2 (n.v.) |
| Bolton Wanderers FC  | 0 - 1 | Partick Thistle FC  | 0 - 0      | 0 - 1        |
| Aberdeen FC          | 0 - 2 | Orient FC           | 0 - 1      | 0 - 1        |
| Ayr United FC        | 3 - 0 | Newcastle United FC | 3 - 0      | W/o          |

### Halve finales
De halve finales werden gespeeld op 20 oktober en 3 november (eerste halve finale) en op 8 en 24 november (tweede halve finale).
| Team 1               | Tot.  | Team 2        | 1e wedstr. | 2e wedstr. |
| -------------------- | ----- | ------------- | ---------- | ---------- |
| Nottingham Forest FC | 4 - 1 | Ayr United FC | 2 - 1      | 2 - 0      |
| Partick Thistle FC   | 2 - 4 | Orient FC     | 0 - 1      | 2 - 3      |

### Finale
|                  |           |       |                      |                                                    |
| 13 december 1976 | Orient FC | 1 - 1 | Nottingham Forest FC | Brisbane Road, Londen (Leyton) Toeschouwers: 5.058 |
| 13 december 1976 | Possee    |       | Robertson            | Brisbane Road, Londen (Leyton) Toeschouwers: 5.058 |

|                  |                        |       |           |                                                  |
| 15 december 1976 | Nottingham Forest FC   | 4 - 0 | Orient FC | City Ground, West Bridgford Toeschouwers: 12.717 |
| 15 december 1976 | Barrett Bowyer Chapman |       |           | City Ground, West Bridgford Toeschouwers: 12.717 |

 Nottingham Forest FC wint met 5–1 over twee wedstrijden.

| Winnaar Anglo-Scottish Cup 1976/77 |
| ---------------------------------- |
| Nottingham Forest FC 1e titel      |

## Trivia
- Dit was de eerste prijs die Nottingham Forest won onder leiding van Brian Clough. Aan het eind van het seizoen zou Forest als derde eindigen in de Second Division en daarmee promotie afdwingen naar het hoogste niveau. In de daaropvolgende drie seizoenen zou de ploeg met Clough aan het roer een Engelse landstitel, tweemaal de League Cup, een Charity Shield (Engelse Supercup), tweemaal de Europacup I (1979 en 1980) en de Europese Supercup winnen.
- Norwich City speelde driemaal gelijk in de groepsfase en waren zo de eerste ploeg waarbij alle groepsduels onbeslist eindigden. Inclusief de Texaco Cup waren ze echter niet de eerste ploeg die hun eerste drie duels gelijkspeelde: drie jaar eerder had Birmingham City in de Texaco Cup de eerste ronde overleefd door na twee remises de strafschoppenserie te winnen, om vervolgens ook in de tweede ronde het heenduel gelijk te spelen.

Texaco Cup:
1970/71 ·
1971/72 ·
1972/73 ·
1973/74 ·
1974/75

Anglo-Scottish Cup:
1975/76 ·
1976/77 ·
1977/78 ·
1978/79 ·
1979/80 ·
1980/81